# 酷兒
- 關於譯名為「酷兒」的果汁飲料品牌，請見「Qoo」。
- 關於盧卡·格達戈尼諾执导的电影，請見「酷儿 (电影)」。

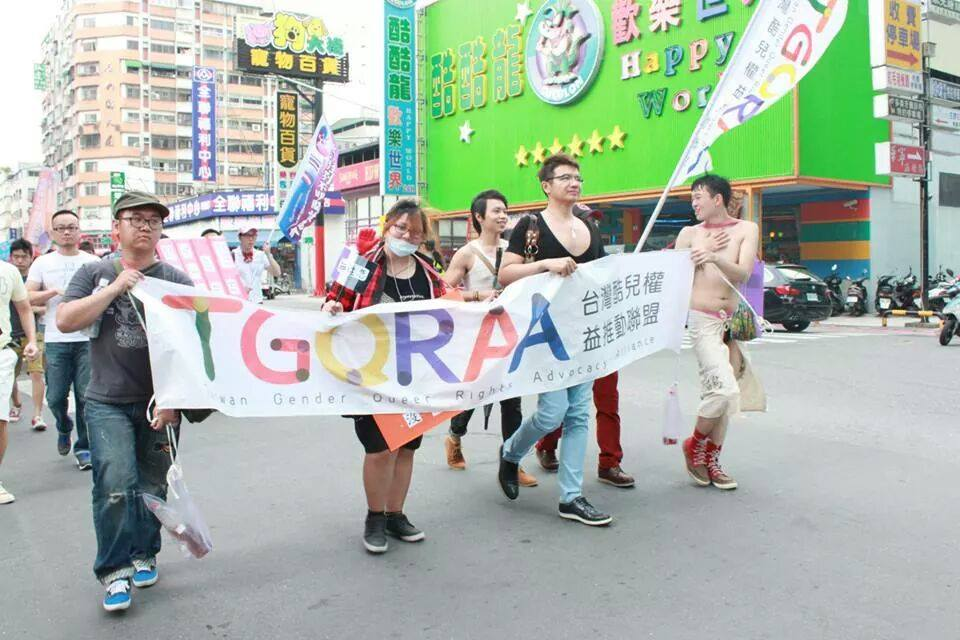
2015年6月7日，台灣酷兒權益推動聯盟於高雄市的遊行。

酷兒（英語：Queer）是一个傘式術語，是对所有性取向非异性恋以及性别认同非二元性别或非顺性别的人的统称。这个词最初的意思是「奇怪的」或「奇特的」，在19世紀後期，酷兒開始被用來貶低那些有同性慾望或關係的人。從 1980 年代後期開始，酷兒活動家，例如酷兒國度的成員，開始重新使用這個詞作為對LGBT社區更同化分支的故意挑釁和政治激進的替代品。
在21世紀，酷兒越來越多地用於描述廣泛的非規範性和性別認同以及政治。酷儿理论和酷儿研究等学术领域普遍反對性別二元論、性别规范性和对交叉性的意识缺失。酷兒藝術、酷兒文化團體和酷兒政治團體是酷兒身份現代表達的例子。
使用該術語的批評者包括LGBT社區的成員，他們更多地將這個術語與其口語化的貶義用法聯繫在一起，希望與酷兒激進主義分離的人，以及將其視為無定形和時尚的人。酷兒有時會擴展到包括任何非規範性行為，包括順性別酷兒異性戀，儘管有些人認為這種使用是挪用。

## 外部連結
- 酷兒花園 （页面存档备份，存于）
- 台灣酷兒權益推動聯盟 （页面存档备份，存于）